# جون فرازير (سياسي كندي، مواليد 1849)
جون فرازير هو سياسي كندي، ولد في 3 مارس 1849 في Inverness-shire ‏ في المملكة المتحدة، وتوفي في 1 فبراير 1928. نشط حزبياً في الحزب الليبرالي الكندي. وقد انتخب عضو مجلس العموم الكندي عن دائرة Lambton East (federal electoral district) ‏ (23 يونيو 1896 – 11 يوليو 1900).